# Bernd Ehinger
Bernd Ehinger (* 12. Oktober 1944 in Flörsheim am Main) ist ein deutscher Unternehmer und Handwerksfunktionär. Er war von 2006 bis 2020 Präsident des Hessischen Handwerkstages und von 2005 bis 2020 Präsident der Handwerkskammer Rhein-Main.

## Leben
Er absolvierte seine Schul- und Lehrzeit zum Elektroinstallateur in Frankfurt am Main und legte die Meisterprüfung im Elektrohandwerk 1967 ab. 1970 trat er in den 1906 gegründeten elterlichen Elektrobetrieb Elektro-Ehinger in Frankfurt ein, den er als geschäftsführender Gesellschafter leitet.
Ehinger war im Jahre 2000 als Sprecher des Präsidiums der Eintracht Frankfurt e.V. der Gründer der jetzigen Eintracht Frankfurt Fußball AG.

## Ehrenamtliche Tätigkeiten
Ehinger ist seit 1972 Mitglied der Elektro-Innung Frankfurt und war von 1990 bis 2006 ihr Obermeister.
1992 bis 1998  hatte er das Amt des Vizepräsidenten des Zentralverbandes der Deutschen Elektrohandwerke inne. 
Seit 1993 ist Ehinger Vizepräsident der Arbeitgeberverbände des Hessischen Handwerks. 
Er war 1998 bis 2000 Vorsitzender des Verwaltungsrates der Eintracht Frankfurt e.V. und ist seit dem Jahr 2000 Mitglied des Aufsichtsrates der Eintracht Frankfurt Fußball AG.
Seit 2003 ist er Vorstandsmitglied der Handwerkskammer Rhein-Main und von 1993 bis 2005 Landesinnungsmeister des Fachverbands Elektrotechnik Hessen und nach der Fusion mit dem Landesverband aus Rheinland-Pfalz von 2005 bis 2008 Präsident / Landesinnungsmeister im Fachverband für elektro- und informationstechnische Handwerke Hessen-Rheinland-Pfalz (FEHR).
Ehinger war seit 2005 Präsident der Handwerkskammer Rhein-Main (heute: Handwerkskammer Frankfurt-Rhein-Main) und seit 2006 Präsident des Hessischen Handwerkstages (HHT). Beide Ämter gab er im November 2020 ab.
2010 wurde er mit dem Bundesverdienstkreuz 1. Klasse und 2014 mit dem Hessischen Verdienstorden ausgezeichnet.